# Narraga cappadocica
Narraga cappadocica là một loài bướm đêm trong họ Geometridae.